# 拉萨清真小寺
拉萨清真小寺又称绕赛巷清真寺，是一座位于中华人民共和国西藏自治区拉萨市八廓南部绕赛二巷的清真寺。

## 简介
该清真寺位于绕赛二巷南口，与林廓南路交汇处的西侧。该清真寺是1920年代专为在拉萨做生意的来自克什米尔、拉达克、不丹、尼泊尔、英国等地的穆斯林筹资修建。
相传，五世达赖时期，拉萨已有克什米尔和拉达克来的穆斯林居住。因宗教信仰及生活习惯差异，五世达赖在拉萨西郊划出一箭之地（自此该地叫“强达岗”），作为克什米尔穆斯林洗浴、礼拜、安葬及开展民俗活动的社区。后来，在拉萨经商、定居的克什米尔穆斯林，特别是拉达克穆斯林日益增多，他们集资在绕赛巷口新建了一座清真寺。这就是拉萨清真小寺。
该寺坐西朝东，分为南、北两个部分。南面为该寺的主体建筑——礼拜堂，坐西向东，为一层藏式建筑，可容100人左右参拜；北面设有洗浴室、阿拉伯文教室，还设有阿訇的住房。1980年代，该寺翻修一新。